# Nalknad
Nalknad és un llogaret de Karnataka al districte de Kodagu (Coorg) prop hi ha la majestuosa muntanya de Tadiandamol. El seu edifici principal és el palau, reformat els darrers anys del segle xx i començament del segle xxi.

## Història
A la mort del rei de Kodagu, Lingaraja I el 1780, Haider Ali de Mysore es va apoderar del país com a protector dels seus fills Dodda Vira Rajendra i Linga Rajendra encara infants, que foren enviats al fort de Gorur al districte d'Hassan. Una guarnició d'Haidar es va estacionar a Merkara la capital de l'estat i un ministre de nom Amaldar va ser encarregat de l'administració ordinaria; el 1782 el poble es va rebel·lar a favor de la dinastia i van aconseguir expulsar a la guarnició (Haidar Ali estava ocupat en la guerra contra els britànics) i recuperar la independència. El fill d'Haidar, Tipu Sultan, va intentar recuperar Kodagu i va traslladar els prínceps ostatges a Periyapatna, però Dodda Vira Rajendra va poder escapar i arribar a Kodagu; la lluita contra les forces de Tipu fou èpica i encara que l'enemic va poder ocupar moltes fortaleses va patir fortes pèrdues i Dodda va aconseguir recuperar progressivament els forts, excepte Merkara; llavors va establir la seva residència a una zona forestal anomenada Nalknad que va erigir en quarter general i on va construir un palau. Per un temps fou capital de Coorg sota raja Dodda Vira Rajendra, considerat l'heroi de la independència nacional. El palau es troba avui a la vora del llogaret anomenat Yavakapadi, i fou construït entre 1792 i 1794. El 1796 el raja, que no tenia fills de la seva primera dona, es va casar al palau amb la seva segona rani Mahadevamma, que tampoc li va donar fills mascles. A la mort de Tipu Sultan el 1799 Dodda va fer aliança amb els britànics. Va morir el 1809 i el va succeir la seva filla de 10 anys Devammaji. El 1811, Linga Rajendra, germà del difunt, es va proclamar rei i va governar fins a la seva mort el 1820. El va succeir el seu fill Chikka Veerarajendra. El 1832 va tenir un concflicte amb els britànics i va esclatar la guerra; els britànics van ocupar Kodagu i el palau de Nalknad fou el darrer refugi del rei, que fou deposat i enviat a Benarés.